# Les Derniers Moments de Michel Lepeletier
Les Derniers Moments de Michel Lepeletier (titres alternatifs  La Mort de Lepeletier de Saint-Fargeau ou Lepeletier sur son lit de mort) est un tableau  peint par Jacques-Louis David en 1793, représentant le député Louis-Michel Lepeletier de Saint-Fargeau sur son lit de mort.
C'est un hommage du peintre au conventionnel assassiné pour avoir voté la mort du roi Louis XVI. Le tableau constitue avec La Mort de Marat un diptyque qui fut installé dans la salle des séances de la Convention nationale. Retiré en 1795 et confié à l'artiste qui le conserva jusqu'à sa mort à Bruxelles, le tableau fut vendu par sa famille à la fille du conventionnel Louise Suzanne de Mortefontaine. Après cette vente le tableau disparut, l'hypothèse la plus probable est  qu'il fut détruit par sa fille qui voulait faire disparaître le passé révolutionnaire de son père, en détruisant le tableau et les gravures qui en furent tirées. Il n'est connu que par un dessin d'Anatole Desvosge et un tirage de la gravure de Tardieu qui échappa partiellement à la  destruction. Ce tableau constitue avec La Mort de Marat et La Mort du jeune Bara une série consacrée par le peintre aux martyrs de la Révolution.

## Contexte historique
Le 20 janvier 1793, à la veille de l'exécution de Louis XVI, le royaliste Philippe Nicolas Marie de Pâris a l'intention de tuer Philippe Égalité qu'il considère comme un traître. Il l'attend au Palais Royal, mais comme celui qu'il considère comme un régicide ne paraît pas, Pâris se rend chez le traiteur Février où dîne un autre régicide : le conventionnel Le Peletier et il le tue.
Le Peletier est considéré comme le premier martyr de la révolution, son corps est exposé place des Piques. C'est David, sur proposition de Bertrand Barère, qui conçoit la scénographie de ses funérailles. Les funérailles sont spectaculaires : après un défilé du peuple devant le corps, le président de la Convention pose sur la tête du mort la couronne de l'Immortalité, et un cortège impressionnant remonte la rue Saint-Honoré jusqu'au Panthéon. Selon Jules Michelet « Les funérailles de Lepeletier eurent un caractère de religion »

## Description
« David dispose le corps étendu à l'antique comme l'Hector, entouré de candélabres et de brûle-parfums. Sa plaie est largement exposée. Le 29 mars 1793, le peintre présente à la Convention le tableau qu'il a peint. »
« Le Peletier gît à demi-nu sur sa couche, avec des amas d'oreillers, un glaive est suspendu au-dessus de lui (celui de Pâris) et dont le sang dégoutte sur le cadavre. »  L'arme porte une fleur de lys pour bien montrer d'où vient le coup.
« C'est clairement un acte de propagande où est exalté l'héroïsme républicain. Œuvre accueillie avec enthousiasme, le tableau est exposé dans la salle des Séances, sa diffusion est autorisée au moyen de gravures et de tapisseries et David reçoit la somme de 11 000 livres dont il fait don aux veuves et orphelins de la patrie »
Le tableau est saisissant par la « force du symbolisme », il porte au bas la dédicace : « David à Lepeletier. »

Dans son ouvrage Histoire de la ville et du comté de Saint-Fargeau (1856) Aristide Déy donne une description du tableau disparu, qu'il tient du témoignage d'un artiste daté de 1825 : 

« Le tableau pouvait avoir 2 mètres de haut sur 1 m 50 c de large Le fond d'un gris clair qui se rembrunissait à mesure qu’il se rapprochait du bas du tableau, représentait un mur plat et nu, sans aucun accident. Un grossier lit de sangle recouvert d un seul matelas à carreaux blancs et bleus traversait horizontalement toute la toile, environ à moitié de sa hauteur. Sur ce matelas, et dans le même sens, était étendu le corps de Lepeletier de Saint Fargeau, la tête à droite, les pieds et une partie des jambes allant se perdre à gauche dans la bordure. Sur le bas du cadavre était jeté un manteau de couleur sombre, dont quelques plis tombaient jusqu’à terre. La tête pâle et calme, n'ayant aucun soutien, était à demi renversée ; elle se présentait de profil et accompagnée d un flot de cheveux en désordre portant encore quelques vestiges de poudre; le front était haut le nez fortement aquilin, la bouche et le menton vivement accusés, l'ensemble noble et d un grand caractère. La chemise toute sanglante, et ouverte sur la poitrine, laissait voir la plaie béante; la main droite vue en raccourci était ramenée vers cette plaie et le bras gauche pendait hors du lit. Une vive lumière venant d'en haut, illuminait le visage et le buste ; le reste du corps déjà dissimulé par le manteau se perdait dans une large demi teinte. Sur le fond et au milieu était appendu à un clou un sabre sanglant de forme très-vulgaire, et une couronne de chêne. Sur le plancher, au-dessous de la main pendante, se trouvait un papier sur lequel était inscrit le dernier vote de Lepeletier ; dans l'un des angles du tableau, en grosses lettres, le nom de L DAVID avec le millésime de 1793 ! En somme l'effet de cette peinture était un peu artificiel, mélodramatique. On sentait que l'artiste avait fait effort pour arriver à l’émotion qui lui était venue si naturellement et de prime-saut pour son admirable étude de Marat expirant. »

## Un tableau perdu

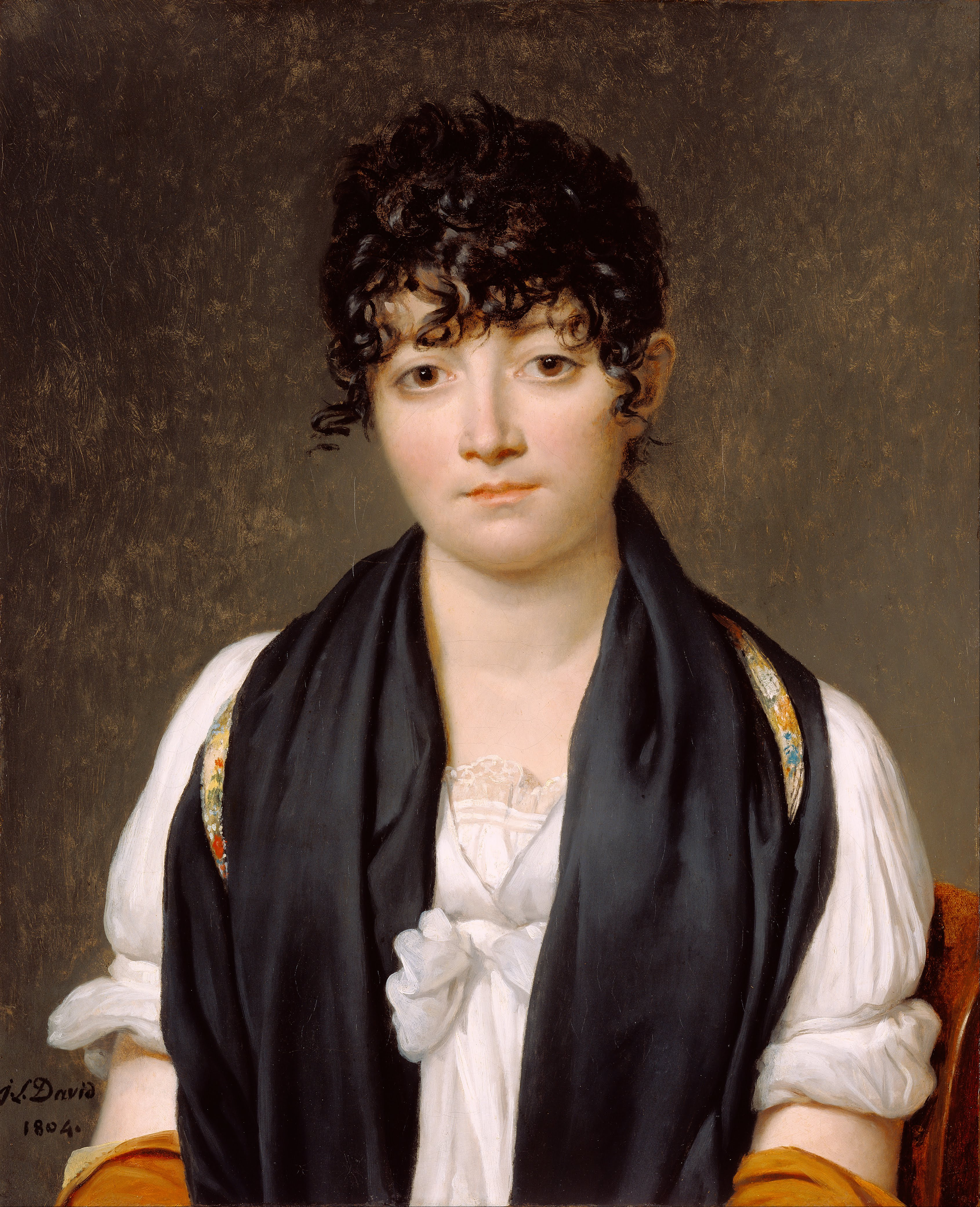
Suzanne Le Peletier de Mortefontaine portraiturée en 1804 par David. Après avoir été acquise par elle des héritiers du peintre, la toile disparut, soit qu'elle la fit détruire ou qu'elle l'ait dissimulée.

Le tableau a disparu. On ne le connaît que par le dessin de Devosges et la gravure lacérée de Pierre Alexandre Tardieu. Rendue à David, cette peinture engagée a été vendue à un prix très élevé (100 000 francs) à la fille de Lepeletier, Suzanne Le Peletier de Mortefontaine, royaliste, qui alla peut-être jusqu'à brûler l'image de son père. Des témoignages concordants affirment qu'elle fit détruire les estampes, et même les cuivres du graveur.
L'académicien Jean d'Ormesson, descendant direct de Suzanne Lepeletier déclare : « La tradition familiale assure que Suzanne a dissimulé le tableau honni de David dans l'épaisseur des murs de Saint-Fargeau. On a fait venir des voyants, des sourciers, des chercheurs de tout poil : ces efforts n'ont rien donné. Au désespoir de mon père, le tableau de David a toujours gardé son secret, sans doute perdu à jamais, peut-être dans les formidables murs roses du château de Saint-Fargeau ».

### Sources primaires
- Aristide Déy, Histoire de la ville et du comté de Saint-Fargeau, Perriquet et Rouillé, 1856.

- Maurice Tourneux, « Notes pour servir à l'histoire d'un chef-d'œuvre inconnu : Le Pelletier sur son lit de mort, par David », Nouvelles Archives de l'Art français, Paris,‎ 1889, p. 52-59 (lire en ligne)

### Monographie
- Antoine Schnapper, David : Témoin de son temps, Fribourg, Office du Livre, 1980, 315 p. [détail des éditions] (ISBN 2-85047-000-7)

- Régis Michel et Marie-Catherine Sahut, David, l'art et le politique, Paris, Gallimard, coll. « Découvertes », 1988 (ISBN 2-07-053068-X)

- Robert Simon, « Portrait de martyr : Le Peletier de Saint-Fargeau », dans Régis Michel, David contre David, vol. 1, Documentation Française, 1994 (ISBN 2110026138), p. 349-378.

- Simon Lee (trad. de l'anglais), David, Paris, Phaidon, 2002, 351 p. (ISBN 0-7148-9105-3)

### Articles
- Jean Vallery-Radot, « Autour du portrait de Lepeletier de Saint- Fargeau sur son lit de mort par David : d'après des documents inédits », Archives de l'Art français, Paris,‎ 1959, p. 354-361.

- Jeannine Baticle, « La seconde mort de Lepeletier de Saint-Fargeau : Recherches sur le sort du tableau de David », Bulletin de la Société de l'histoire de l'art français, Paris,‎ 1988, p. 131-145.

- Anne Leurquin, « La mort de Le Peletier de Saint-Fargeau : le tableau de David at-il été détruit ? », Historia, Librairie Jules Tallandier, no 507,‎ mars 1989, p. 97-102

- (en) Robert Simon, « David's Martyr-Portrait of Le Peletier De Saint-Fargeau and the Conundrums of Revolutionary Representation », Art History, vol. 14, no 4,‎ 1991, p. 459–487 (ISSN 1467-8365, DOI 10.1111/j.1467-8365.1991.tb00454.x)

- M. Vanden Berghe, I. Plesca, Lepelletier de Saint-Fargeau sur son lit de mort par Jacques-Louis David : saint Sébastien révolutionnaire, miroir multiréférencé de Rome, Bruxelles (2005)

### Essais
- Alain Jouffroy, De l'Individualisme révolutionnaire, Union générale d'éditions, collection 10/18, 1972.
- Alain Jouffroy, Aimer David, éditions Terrain Vague, 1989.